# رده‌بندی جهانی فوتبال مردان
رده‌بندی جهانی فوتبال مردان، یک سیستم رتبه‌بندی برای تیم‌های ملی مردان در فوتبال است که اولین بار در دسامبر ۱۹۹۲ معرفی شد. تیم‌های ملی مردان کشورهای عضو فیفا، بر اساس نتایج بازی‌هایشان رده‌بندی می‌شوند و موفق‌ترین تیم‌ها در رتبه‌های بالاتر قرار می‌گیرند. در اوت ۲۰۲۵، آرژانتین در صدر این رتبه‌بندی قرار دارد. هشت تیم آرژانتین، اسپانیا، آلمان، ایتالیا، برزیل، بلژیک،  فرانسه و هلند در تاریخ این رده‌بندی موفق به کسب رتبه اول شده‌اند که از بین آن‌ها، برزیل طولانی‌ترین زمان را در این جایگاه سپری کرده است.
در این رده‌بندی از یک سیستم امتیازدهی استفاده می‌شود که در آن امتیازها بر اساس نتایج تمام مسابقات بین‌المللی مورد تأیید فیفا محاسبه می‌شوند. این سیستم در چندین نوبت اصلاح شده است که عموماً در پاسخ به انتقاداتی است مبنی بر اینکه روش محاسبه قبلی به خوبی مشخص کننده قدرت نسبی تیم‌های ملی نبوده است. از ۱۶ اوت ۲۰۱۸، سیستم رتبه‌بندی الو که در شطرنج و بازی گو نیز استفاده می‌شود، برای رده‌بندی فیفا نیز استفاده می‌شود.
این رده‌بندی توسط کوکاکولا حمایت مالی می‌شود؛ به همین دلیل، از نام رده‌بندی جهانی فیفا\کوکاکولا نیز استفاده می‌شود. کوکاکولا همچنین حامی مالی نسخهٔ زنان نیز هست.

## تاریخچه
در دسامبر ۱۹۹۲، فیفا برای اولین بار فهرستی از تیم‌های ملی مردان خود را به ترتیب رتبه منتشر کرد تا مبنایی برای مقایسه قدرت نسبی این تیم‌ها فراهم کند. از اوت سال بعد، این فهرست بیشتر به‌روزرسانی شد و در بیشتر ماه‌های سال منتشر شد. تغییرات قابل توجهی در ژانویهٔ ۱۹۹۹ و ژوئیهٔ ۲۰۰۶، در واکنش به انتقادات از این سیستم، انجام شد. فهرست رده‌بندی موجود در وبگاه فیفا رده‌بندی تیم‌ها را از ابتدا در خود دارد اما روش محاسبهٔ فعلی برای رده‌بندی‌های پیش از سال ۲۰۰۶ استفاده نمی‌شود و رده‌بندی‌های پیشین با همان سیستم قدیمی محاسبه می‌شوند و تغییر نمی‌کنند. از زمان شروع رده‌بندی، تعداد اعضای فیفا از ۱۶۷ به ۲۱۱ عضو افزایش یافته است. در حال حاضر ۲۱۱ عضو در این رده‌بندی هستند. جزایر کوک پس از اینکه هیچ مسابقه‌ای بین ۴ سپتامبر ۲۰۱۵ تا ۱۷ مارس ۲۰۲۲ انجام نداد، به‌طور موقت از رده‌بندی حذف شد.

### روش محاسبهٔ ۱۹۹۲ تا ۱۹۹۸
فرمول رده‌بندی که از دسامبر ۱۹۹۲ تا دسامبر ۱۹۹۸ مورد استفاده قرار می‌گرفت، توسط دو استاد سوئیسی از دانشگاه زوریخ (مارکوس لامپرشت و دکتر هانسپیتر استام) ابداع شد. فرمول اول در مقایسه با اصلاحات بعدی، ساده‌ترین فرمول بود، اما همچنان به محاسبات پیچیده‌ای نیاز داشت. مفهوم اصلی، اعطای امتیاز به مسابقات انجام شده بین تمام تیم‌های ملی اصلی وابسته به فیفا، بر اساس نتایج آن‌ها در هشت سال گذشته در مسابقات مورد تأیید فیفا (مسابقات دوستانه، مسابقات مقدماتی و نهایی جام جهانی و مسابقات مقدماتی و نهایی قهرمانی قاره‌ای) بود: سه امتیاز برای برد، یک امتیاز برای تساوی و صفر امتیاز برای باخت.
نتایج مسابقات انجام شده توسط تیم‌های ملی عضو فیفا شامل موارد زیر نبود: تیم‌های دوم، تیم‌های سوم، تیم‌های منتخب لیگ، زنان، زیر ۱۷ سال، زیر ۲۰ سال، زیر ۲۳ سال و تیم‌های فوتسال.
روش محاسبه با عوامل زیر تنظیم شد:
۱- امتیازهای برد، تساوی یا باخت: عواملی برای توجه به قدرت نسبی دو تیمی که در برابر یکدیگر در نظر گرفته شده بود، به طوری که یک تیم با رتبهٔ پایین‌تر با پیروزی در برابر یک تیم با رتبهٔ بالاتر، امتیاز برد بیشتری در مقایسه با پیروزی یک تیم با رتبهٔ بالاتر در برابر یک تیم با رتبهٔ پایین‌تر کسب می‌کرد. به همین ترتیب، امتیاز حاصل از تساوی برای تیم با رتبهٔ پایین‌تر در مقایسه با تیم با رتبهٔ بالاتر بیشتر بود.
۲- امتیازهای گل زده یا خورده: به ازای هر گل، چه در زمان عادی و چه در وقت‌های اضافی به ثمر رسیده باشد، امتیاز یکسانی تعلق می‌گرفت. برای گل‌های زده یا خورده در ضربات پنالتی، هیچ امتیازی داده یا کم نمی‌شد. به گل‌های زده شده توسط یک تیم با رتبهٔ بالاتر در مقابل یک تیم با رتبهٔ پایین‌تر نیز امتیاز کمتری در مقایسه با گل‌های زده شده توسط یک تیم با رتبهٔ پایین‌تر در مقابل یک تیم با رتبهٔ بالاتر داده می‌شد. علاوه بر این، تصمیم گرفته شد که به اولین گل زده شده توسط یک تیم، امتیاز بیشتری در مقایسه با گل‌های زده شده بعدی در همان مسابقه داده شود. تعداد کل امتیازهای به‌دست آمده از گل‌های زده شده یا دریافت شده، اهمیت زیادی نداشت و امتیازهای کسب شده از نتیجهٔ مسابقه (برد\تساوی) همیشه ارزش بیش‌تری از گل‌ها داشت.
۳- امتیازهای اضافی برای مسابقات خارج از خانه: بدون در نظر از نتیجهٔ نهایی مسابقه، به تیم مهمان ۰٫۳ امتیاز اضافی برای بازی‌های خارج از خانه داده می‌شد. اگر مسابقه در زمین بی‌طرف برگزار می‌شد، هیچ امتیاز اضافی‌ای داده نمی‌شد.
۴- وجود ضریب برای مسابقات مختلف: اهمیت مسابقه بر امتیازهای دریافت شده توسط تیم‌ها تأثیر می‌گذاشت، به طوری که مجموع امتیازهای کسب شده از طریق سه قانون اول گفته شده در بالا، در یکی از ضریب‌های زیر، ضرب می‌شد:
1. مسابقات دوستانه: × ۱٫۰۰
2. مقدماتی مسابقات قهرمانی قاره‌ای: × ۱٫۱۰
3. مقدماتی جام جهانی: × ۱٫۲۵
4. مسابقات قهرمانی قاره‌ای: × ۱٫۲۵
5. جام جهانی: × ۱٫۵۰

۵- قوی یا ضعیف بودن منطقه: قدرت منطقه‌ای (قاره‌ای) نیز در نهایت در دادن امتیاز تأثیر داده می‌شد. در مسابقات بین تیم‌های قاره‌های مختلف (بین قاره‌ای)، امتیازهای داده شده در ضریب ۱٫۰ ضرب می‌شدند. در مسابقات بین تیم‌های یک قاره (درون قاره‌ای)، امتیازها در این ضریب‌ها ضرب می‌شدند: ۱٫۰ برای تیم‌های اروپایی و آمریکای جنوبیایی، ۰٫۹ برای تیم‌های آفریقایی و آمریکای شمالیایی، ۰٫۸ برای تیم‌های آسیایی و اقیانوسیه‌ای.
۶- در مجموع، روش محاسبهٔ امتیاز تیم‌ها به این صورت بود: مجموع امتیازهای قانون‌های (۱+۲+۳) × ضریب قانون ۴ × ضریب قانون ۵، که برای هر مسابقهٔ مورد قبول فیفا که در هشت سال گذشته انحام می‌شد، محاسبه می‌شد و تعداد کل امتیازهای رده‌بندی نهایی همان مجموع امتیازهای محاسبه شده برای مسابقات مختلف بود.
به عنوان مثال، با وجود شکست ناپذیری در تمام مسابقات انجام شده در سال ۱۹۹۴، رتبهٔ انگلیس از دسامبر ۱۹۹۳ تا دسامبر ۱۹۹۴ هفت رتبه کاهش یافت، زیرا این تیم تنها از شش بازی دوستانه که ضریب کمتری داشتند (طبق قانون ۴) امتیاز کسب کرد. انگلیس در سال ۱۹۹۴ حتی یک مسابقه رسمی هم انجام نداد، زیرا آن‌ها از راهیابی به جام جهانی ۱۹۹۴ بازماندند و در مسابقات مقدماتی جام ملت‌های اروپا ۱۹۹۶ به دلیل میزبان بودن در مسابقات نهایی، شرکت نکردند.
نتایج محاسبه شده برای رتبه‌بندی‌های منتشر شده در طول سال‌های ۱۹۹۲ تا ۱۹۹۸، در برهه‌ای از زمان توسط وبگاه رسمی فیفا به نزدیکترین عدد صحیح گرد می‌شد. اگرچه سایر وبگاه‌ها تصمیم گرفتند رتبه‌بندی را به صورت گرد نشده منتشر کنند.

### روش محاسبه ۱۹۹۹ تا ۲۰۰۶
در ژانویه ۱۹۹۹، فیفا روش اصلاح‌شده‌ای را برای محاسبهٔ رده‌بندی معرفی کرد که در پاسخ به انتقادهای مربوط به رده‌بندی نامناسب بود و تغییرهای زیادی را در بر می‌گرفت. برای رده‌بندی، تمام مسابقات، امتیازها و اهمیت آن‌ها ثبت و در روش محاسبه استفاده می‌شد. فقط مسابقات تیم ملی بزرگسالان مردان در نظر گرفته شده بود. برای سایر تیم‌های ملی مانند تیم‌های زنان و نوجوانان، از روش‌های محاسبهٔ جداگانه‌ای استفاده می‌شد، به عنوان مثال رده‌بندی جهانی زنان فیفا. نسخه‌ای ساده‌شده از رده‌بندی الو برای فوتبال بود.
تغییرهای اصلی به شرح زیر بود:
- امتیاز همهٔ تیم‌ها تقریباً ده برابر شد
- روش محاسبه تغییر کرد تا عواملی از جمله موارد زیر را در بر بگیرد:
  - تعداد گل‌های زده یا خورده
  - محل برگزاری مسابقه (میزبان و مهمان بودن)
  - اهمیت مسابقه یا رقابت
  - قدرت منطقه‌ای (قاره‌ای)
- دیگر برای برد و یا مساوی تیم‌ها امتیازهای یکسانی داده نمی‌شد
- بازندگان مسابقه‌ها نیز می‌توانستند امتیاز کسب کنند

یک وب‌سایت در آن زمان، ویرایش روش محاسبه در سال ۱۹۹۹ را اینگونه توصیف کرد:«روش محاسبهٔ امتحان شده و آزمایش شده را کمی اصلاح و دقیق‌تر تنظیم کرده است»، و تأثیرگذارترین تغییر این بود که از آن موقع فقط هفت مسابقه برتر هر تیم در طول سال در نظر گرفته می‌شد (با جلوگیری از انجام بازی‌های اضافی برای گرفتن امتیاز بیشتر در رده‌بندی) به همراه تنظیم عوامل قدرت منطقه‌ای برای کنفدراسیون‌ها و عوامل اهمیت مسابقه برای مسابقات و رقابت‌های مختلف.
سیستم رده‌بندی جدید، رویهٔ سیستم قبلی را ادامه داد، و سالانه جوایز زیر را اهدا می‌کرد:
- تیمِ سال
- بهترین پیشرفت سال

این تغییرها سیستم رده‌بندی را پیچیده‌تر کرد، اما با جامع‌تر کردن آن، به بهبود دقت آن کمک کرد.

### روش محاسبه ۲۰۰۶ تا ۲۰۱۸
فیفا اعلام کرد که سیستم رده‌بندی پس از جام جهانی ۲۰۰۶ به‌روزرسانی خواهد شد. دورهٔ در نظر گرفتن نتایج تیم‌ها در رده‌بندی از هشت سال به چهار سال کاهش یافت و از روش محاسبهٔ ساده‌تری برای تعیین رده‌بندی‌ها استفاده شد. گل‌های زده شده و میزبان یا مهمان بودن تیم‌ها دیگر در نظر گرفته نشدند و دیگر جنبه‌های محاسبه‌ها، از جمله اهمیت نسبت داده شده به انواع مختلف مسابقه، مورد بازنگری قرار گرفتند. اولین مجموعه از رده‌بندی‌ها و روش محاسبهٔ ویرایش‌شده  در ۱۲ ژوئیهٔ ۲۰۰۶ اعلام شد.
این تغییر حداقل تا حدی ریشه در انتقادهای گسترده از سیستم رده‌بندی قبلی داشت. بسیاری از علاقه‌مندان به فوتبال احساس می‌کردند که سیستم قبلی، به‌ویژه در مقایسه با سایر سیستم‌های رده‌بندی، دقیق نیست و به اندازهٔ کافی پاسخگوی تغییرها در عملکرد تیم‌های مختلف نیست.

### به‌روزرسانی سیستم رده‌بندی ۲۰۱۸
در سپتامبر ۲۰۱۷، فیفا اعلام کرد که در حال بررسی سیستم رتبه‌بندی است و پس از پایان مسابقات مقدماتی جام جهانی ۲۰۱۸ تصمیم خواهد گرفت که آیا تغییراتی برای بهبود رتبه‌بندی ایجاد خواهد شد یا خیر. فیفا در ۱۰ ژوئن ۲۰۱۸ اعلام کرد که سیستم رتبه‌بندی پس از جام جهانی ۲۰۱۸ به‌روزرسانی خواهد شد. روش محاسبه اتخاذ شده، سیستم رتبه‌بندی الو را به دقت مدل‌سازی کرده است. ضریب تعیین شده برای هر کنفدراسیون برای رتبه‌بندی لغو شد. روش جدید، بازی‌های خانگی یا خارج از خانه و اختلاف گل در پیروزی را در نظر نمی‌گیرد، همان‌طور که در چندین سیستم رتبه‌بندی غیررسمی محبوب مبتنی بر الو وجود داشت.
فیفا قصد داشت سیستم رتبه‌بندی جدید را در ژوئیه ۲۰۱۸ معرفی کند، اما از آنجایی که هیچ مسابقه‌ای بین تاریخ‌های رتبه‌بندی ژوئیه و اوت برنامه‌ریزی نشده بود، تا اوت ۲۰۱۸ به تعویق افتاد. گمانه‌زنی‌هایی از سوی روزنامه‌نگاران فوتبال مانند دیل جانسون از ئی‌اس‌پی‌ان وجود داشت مبنی بر اینکه تعویق به این دلیل است که رتبه‌بندی جدید تغییر نسبتاً کمی در جایگاه‌ها نشان داده است، و آلمان - که در مرحله گروهی جام جهانی حذف شده بود - همچنان به عنوان تیم اول رتبه‌بندی باقی مانده بود. فیفا در ابتدا قصد داشت از امتیازات رتبه‌بندی جهانی موجود از ژوئن ۲۰۱۸ به عنوان امتیازات پایه استفاده کند، اما وقتی رتبه‌بندی اوت منتشر شد، امتیازات پایه بین ۱۶۰۰ (آلمان، به عنوان تیم اول قبلی) و ۸۶۸ (آنگویلا، باهاما، اریتره، سومالی، تونگا و جزایر تورکس و کایکوس، که در ژوئن صفر امتیاز داشتند) طبق فرمول زیر تغییر یافته بود:
{\displaystyle P_{\text{seeding}}=1600-(R-1)\times 4},
در این فرمول R رتبه تیم در ژوئن ۲۰۱۸ بود. وقتی دو یا چند تیم رتبه‌های مساوی داشتند، تیم بعدی رتبه بعدی را دریافت می‌کرد، برای مثال. اگر R برای دو تیم برابر ۱۱ بود، برای تیم بعدی R مساوی ۱۲ بود و نه ۱۳. سپس تغییرات رتبه‌بندی بر اساس بازی‌های انجام شده پس از انتشار رده‌بندی قبلی محاسبه شد. این باعث شد جدول رتبه‌بندی به‌طور چشمگیری تغییر کند، به طوری که آلمان به رتبه پانزدهم سقوط کرد و فرانسه، قهرمان جام جهانی ۲۰۱۸، به صدر رتبه‌بندی صعود کرد.

### تغییر ۲۰۲۱
با شروع رتبه‌بندی آوریل ۲۰۲۱، امتیازات تیم‌ها به جای گرد شدن به نزدیکترین عدد صحیح، اکنون تا دو رقم اعشار گرد می‌شوند.

## رده‌بندی کنونی
| رتبه | تغییر   | کنفدراسیون | کشور                   | امتیاز   |
| ---- | ------- | ---------- | ---------------------- | -------- |
| ۱    | بی‌تغییر | کونمبول    | آرژانتین               | ۱۸۸۶٫۱۶  |
| ۲    | ۱       | یوفا       | اسپانیا                | ۱۸۵۴٫۶۴  |
| ۳    | ۱       | یوفا       | فرانسه                 | ۱۸۵۲٫۷۱  |
| ۴    | بی‌تغییر | یوفا       | انگلیس                 | ۱۸۱۹٫۲۰  |
| ۵    | بی‌تغییر | کونمبول    | برزیل                  | ۱۷۷۶٫۰۳  |
| ۶    | ۱       | یوفا       | هلند                   | ۱۷۵۲٫۴۴  |
| ۷    | ۱       | یوفا       | پرتغال                 | ۱۷۵۰٫۰۸  |
| ۸    | بی‌تغییر | یوفا       | بلژیک                  | ۱۷۳۵٫۷۵  |
| ۹    | بی‌تغییر | یوفا       | ایتالیا                | ۱۷۱۸٫۳۱  |
| ۱۰   | بی‌تغییر | یوفا       | آلمان                  | ۱۷۱۶٫۹۸  |
| ۱۱   | ۲       | یوفا       | کرواسی                 | ۱۶۹۸٫۶۶  |
| ۱۲   | ۲       | سی‌ای‌اف     | مراکش                  | ۱۶۹۴٫۲۴  |
| ۱۳   | ۲       | یوفا       | اروگوئه                | ۱۶۷۹٫۴۹  |
| ۱۴   | ۲       | کونمبول    | کلمبیا                 | ۱۶۷۹٫۰۴  |
| ۱۵   | بی‌تغییر | ای‌اف‌سی     | ژاپن                   | ۱۶۵۲٫۶۴  |
| ۱۶   | بی‌تغییر | کونکاکاف   | آمریکا                 | ۱۶۴۸٫۸۱  |
| ۱۷   | ۲       | کونکاکاف   | مکزیک                  | ۱۶۴۶٫۹۴  |
| ۱۸   | بی‌تغییر | ای‌اف‌سی     | ایران                  | ۱۶۳۷٫۳۹  |
| ۱۹   | ۲       | سی‌ای‌اف     | سنگال                  | ۱۶۳۰٫۳۲  |
| ۲۰   | بی‌تغییر | یوفا       | سوئیس                  | ۱۶۲۴٫۷۵  |
| ۲۱   | بی‌تغییر | یوفا       | دانمارک                | ۱۶۱۷٫۵۴  |
| ۲۲   | بی‌تغییر | یوفا       | اتریش                  | ۱۵۸۰٫۲۲  |
| ۲۳   | بی‌تغییر | ای‌اف‌سی     | کره جنوبی              | ۱۵۷۴٫۹۳  |
| ۲۴   | بی‌تغییر | کونمبول    | اکوادور                | ۱۵۶۷٫۹۵  |
| ۲۵   | بی‌تغییر | یوفا       | اوکراین                | ۱۵۵۹٫۸۱  |
| ۲۶   | بی‌تغییر | ای‌اف‌سی     | استرالیا               | ۱۵۵۴٫۵۵  |
| ۲۷   | ۱       | یوفا       | ترکیه                  | ۱۵۵۱٫۴۷  |
| ۲۸   | ۱       | یوفا       | سوئد                   | ۱۵۳۶٫۰۵  |
| ۲۹   | بی‌تغییر | یوفا       | ولز                    | ۱۵۳۵٫۵۷  |
| ۳۰   | ۱       | کونکاکاف   | کانادا                 | ۱۵۳۱٫۵۸  |
| ۳۱   | ۱       | یوفا       | صربستان                | ۱۵۲۳٫۹۱  |
| ۳۲   | ۱       | سی‌ای‌اف     | مصر                    | ۱۵۱۸٫۷۹  |
| ۳۳   | ۳       | کونکاکاف   | پاناما                 | ۱۵۱۷٫۶۶  |
| ۳۴   | ۱       | یوفا       | لهستان                 | ۱۵۱۷٫۳۵  |
| ۳۵   | ۱       | یوفا       | روسیه                  | ۱۵۱۶٫۲۷  |
| ۳۶   | ۱       | سی‌ای‌اف     | الجزایر                | ۱۵۰۷٫۱۷  |
| ۳۷   | ۷       | یوفا       | مجارستان               | ۱۵۰۳٫۳۴  |
| ۳۸   | ۵       | یوفا       | نروژ                   | ۱۴۹۷٫۱۸  |
| ۳۹   | ۳       | یوفا       | چک                     | ۱۴۹۱٫۴۳  |
| ۴۰   | ۱       | یوفا       | یونان                  | ۱۴۸۹٫۸۲  |
| ۴۱   | ۵       | سی‌ای‌اف     | ساحل عاج               | ۱۴۸۷٫۲۷  |
| ۴۲   | ۲       | کونمبول    | پرو                    | ۱۴۸۳٫۴۸  |
| ۴۳   | ۱       | سی‌ای‌اف     | نیجریه                 | ۱۴۸۱٫۳۵  |
| ۴۴   | ۱       | یوفا       | اسکاتلند               | ۱۴۸۰٫۳۰  |
| ۴۵   | ۷       | یوفا       | رومانی                 | ۱۴۷۹٫۲۲  |
| ۴۶   | ۵       | یوفا       | اسلواکی                | ۱۴۷۷٫۷۸  |
| ۴۷   | بی‌تغییر | کونمبول    | ونزوئلا                | ۱۴۷۶٫۸۴  |
| ۴۸   | ۵       | کونمبول    | پاراگوئه               | ۱۴۷۵٫۹۳  |
| ۴۹   | ۳       | سی‌ای‌اف     | تونس                   | ۱۴۷۴٫۱۰  |
| ۵۰   | ۱       | سی‌ای‌اف     | کامرون                 | ۱۴۶۵٫۷۲  |
| ۵۱   | ۴       | یوفا       | اسلوونی                | ۱۴۶۲٫۶۶  |
| ۵۲   | ۲       | کونمبول    | شیلی                   | ۱۴۶۱٫۹۱  |
| ۵۳   | ۲       | سی‌ای‌اف     | مالی                   | ۱۴۶۰٫۲۳  |
| ۵۴   | بی‌تغییر | کونکاکاف   | کاستاریکا              | ۱۴۵۹٫۱۳  |
| ۵۵   | ۷       | ای‌اف‌سی     | قطر                    | ۱۴۵۶٫۵۸  |
| ۵۶   | ۱       | سی‌ای‌اف     | آفریقای جنوبی          | ۱۴۴۵٫۰۱  |
| ۵۷   | ۱       | ای‌اف‌سی     | ازبکستان               | ۱۴۳۷٫۰۲  |
| ۵۸   | ۱       | ای‌اف‌سی     | عربستان                | ۱۴۱۸٫۹۶  |
| ۵۹   | ۳       | ای‌اف‌سی     | عراق                   | ۱۴۱۳٫۴۰  |
| ۶۰   | بی‌تغییر | یوفا       | ایرلند                 | ۱۴۱۲٫۲۳  |
| ۶۱   | بی‌تغییر | سی‌ای‌اف     | جمهوری دموکراتیک کنگو  | ۱۴۰۶٫۵۹  |
| ۶۲   | ۲       | ای‌اف‌سی     | اردن                   | ۱۳۸۹٫۱۵  |
| ۶۳   | ۱       | کونکاکاف   | جامائیکا               | ۱۳۸۶٫۶۵  |
| ۶۴   | ۲       | سی‌ای‌اف     | بورکینافاسو            | ۱۳۸۵٫۰۶  |
| ۶۵   | ۲       | ای‌اف‌سی     | امارات متحدهٔ عربی      | ۱۳۸۲٫۷۰  |
| ۶۶   | ۱       | یوفا       | آلبانی                 | ۱۳۷۵٫۹۵  |
| ۶۷   | بی‌تغییر | یوفا       | مقدونیه شمالی          | ۱۳۷۵٫۵۸  |
| ۶۸   | بی‌تغییر | یوفا       | گرجستان                | ۱۳۷۳٫۰۵  |
| ۶۹   | بی‌تغییر | یوفا       | فنلاند                 | ۱۳۵۹٫۷۹  |
| ۷۰   | ۴       | یوفا       | بوسنی و هرزگوین        | ۱۳۵۰٫۸۵  |
| ۷۱   | بی‌تغییر | یوفا       | ایرلند شمالی           | ۱۳۴۸٫۶۷  |
| ۷۲   | بی‌تغییر | سی‌ای‌اف     | کیپ ورد                | ۱۳۴۴٫۳۷  |
| ۷۳   | بی‌تغییر | یوفا       | مونته‌نگرو              | ۱۳۳۷٫۳۶  |
| ۷۴   | ۴       | یوفا       | ایسلند                 | ۱۳۳۶٫۵۵  |
| ۷۵   | بی‌تغییر | کونکاکاف   | هندوراس                | ۱۳۳۳٫۵۱  |
| ۷۶   | ۱       | سی‌ای‌اف     | غنا                    | ۱۳۳۳٫۱۳  |
| ۷۷   | ۳       | ای‌اف‌سی     | عمان                   | ۱۳۲۳٫۹۱  |
| ۷۹   | ۵       | سی‌ای‌اف     | گابن                   | ۱۳۰۹٫۸۲  |
| ۸۰   | ۱       | کونمبول    | بولیوی                 | ۱۳۰۸٫۱۲  |
| ۸۰   | ۱       | ای‌اف‌سی     | بحرین                  | ۱۳۰۲٫۸۶  |
| ۸۱   | ۱       | کونکاکاف   | السالوادور             | ۱۳۰۲٫۱۱  |
| ۸۲   | بی‌تغییر | یوفا       | بلغارستان              | ۱۲۹۵٫۵۰  |
| ۸۳   | بی‌تغییر | سی‌ای‌اف     | گابن                   | ۱۲۸۸٫۴۵  |
| ۸۴   | ۱       | یوفا       | لوکزامبورگ             | ۱۲۷۶٫۷۳  |
| ۸۵   | ۱       | کونکاکاف   | هائیتی                 | ۱۲۷۴٫۴۶  |
| ۸۶   | ۱       | کونکاکاف   | کوراسائو               | ۱۲۷۲٫۷۱  |
| ۸۷   | ۱       | ای‌اف‌سی     | چین                    | ۱۲۶۷٫۵۱  |
| ۸۸   | ۱       | سی‌ای‌اف     | گینه استوایی           | ۱۲۶۰٫۵۰  |
| ۹۰   | ۲       | سی‌ای‌اف     | آنگولا                 | ۱۲۵۵٫۶۵  |
| ۹۱   | بی‌تغییر | سی‌ای‌اف     | بنین                   | ۱۲۵۴٫۱۸  |
| ۹۲   | ۲       | سی‌ای‌اف     | زامبیا                 | ۱۲۴۹٫۵۴  |
| ۹۳   | بی‌تغییر | ای‌اف‌سی     | سوریه                  | ۱۲۴۶٫۶۸  |
| ۹۴   | ۱۳      | اٌاف‌سی      | نیوزیلند               | ۱۲۴۵٫۷۳  |
| ۹۵   | ۱       | سی‌ای‌اف     | اوگاندا                | ۱۲۴۲٫۹۶  |
| ۹۶   | ۱       | ای‌اف‌سی     | فلسطین                 | ۱۲۳۱٫۲۵  |
| ۹۷   | ۱       | یوفا       | ارمنستان               | ۱۲۳۰٫۷۹  |
| ۹۸   | ۱       | سی‌ای‌اف     | نامیبیا                | ۱۲۲۱٫۴۲  |
| ۹۹   | ۱       | یوفا       | بلاروس                 | ۱۲۱۹٫۷۸  |
| ۱۰۰  | ۱       | کونکاکاف   | ترینیداد و توباگو      | ۱۲۱۹٫۴۴  |
| ۱۰۱  | ۱       | ای‌اف‌سی     | تایلند                 | ۱۲۱۸٫۵۶  |
| ۱۰۲  | ۱       | ای‌اف‌سی     | قرقیزستان              | ۱۲۱۳٫۵۸  |
| ۱۰۳  | ۱       | ای‌اف‌سی     | تاجیکستان              | ۱۲۱۲٫۴۱  |
| ۱۰۴  | ۱       | سی‌ای‌اف     | موزامبیک               | ۱۲۰۸٫۸۷  |
| ۱۰۵  | ۱       | سی‌ای‌اف     | ماداگاسکار             | ۱۲۰۳٫۶۶  |
| ۱۰۶  | ۱       | یوفا       | کوزوو                  | ۱۲۰۳٫۱۶  |
| ۱۰۷  | ۱       | کونکاکاف   | گواتمالا               | ۱۱۹۸٫۸۴  |
| ۱۰۸  | بی‌تغییر | سی‌ای‌اف     | کنیا                   | ۱۱۹۷٫۷۳  |
| ۱۰۹  | بی‌تغییر | یوفا       | قزاقستان               | ۱۱۹۳٫۶۲  |
| ۱۱۰  | بی‌تغییر | ای‌اف‌سی     | کره شمالی              | ۱۱۸۳٫۹۶  |
| ۱۱۱  | بی‌تغییر | یوفا       | آذربایجان              | ۱۱۷۹٫۸۸  |
| ۱۱۲  | بی‌تغییر | سی‌ای‌اف     | موریتانی               | ۱۱۷۷٫۵۰  |
| ۱۱۳  | ۱       | سی‌ای‌اف     | تانزانیا               | ۱۱۷۴٬٫۹۹ |
| ۱۱۴  | ۱       | سی‌ای‌اف     | گینه بیسائو            | ۱۱۶۸٫۴۹  |
| ۱۱۵  | ۱       | ای‌اف‌سی     | ویتنام                 | ۱۱۶۸٫۰۲  |
| ۱۱۶  | ۱       | ای‌اف‌سی     | لبنان                  | ۱۱۶۷٫۶۴  |
| ۱۱۷  | ۱       | سی‌ای‌اف     | لیبی                   | ۱۱۶۵٫۷۳  |
| ۱۱۱۸ | ۵       | سی‌ای‌اف     | جمهوری کنگو            | ۱۱۶۲٫۷۳  |
| ۱۱۹  | بی‌تغییر | سی‌ای‌اف     | کومور                  | ۱۱۵۹٫۸۴  |
| ۱۲۰  | بی‌تغییر | سی‌ای‌اف     | توگو                   | ۱۱۵۸٫۷۰  |
| ۱۲۱  | بی‌تغییر | سی‌ای‌اف     | سودان                  | ۱۱۵۲٫۲۹  |
| ۱۲۲  | بی‌تغییر | سی‌ای‌اف     | سیرالئون               | ۱۱۴۹٫۴۰  |
| ۱۲۳  | بی‌تغییر | یوفا       | استونی                 | ۱۱۴۶٫۴۷  |
| ۱۲۴  | بی‌تغییر | ای‌اف‌سی     | هند                    | ۱۱۳۹٫۳۹  |
| ۱۲۵  | ۳       | سی‌ای‌اف     | نیجر                   | ۱۱۳۹٫۲۱  |
| ۱۲۶  | ۱       | سی‌ای‌اف     | مالاوی                 | ۱۱۳۷٫۸۳  |
| ۱۲۷  | ۱       | یوفا       | قبرس                   | ۱۱۳۶٫۷۸  |
| ۱۲۸  | ۱       | سی‌ای‌اف     | آفریقای مرکزی          | ۱۱۲۹٫۳۰  |
| ۱۲۹  | بی‌تغییر | سی‌ای‌اف     | زیمبابوه               | ۱۱۲۶٫۱۵  |
| ۱۳۰  | بی‌تغییر | کونکاکاف   | نیکاراگوئه             | ۱۱۱۹٫۸۸  |
| ۱۳۰  | بی‌تغییر | سی‌ای‌اف     | گامبیا                 | ۱۱۱۴/۸۰  |
| ۱۳۱  | ۲       | سی‌ای‌اف     | رواندا                 | ۱۱۱۲/۴۴  |
| ۱۳۲  | ۱       | اٌاف‌سی      | جزایر سلیمان           | ۱۱۱۱/۰۲  |
| ۱۳۳  | ۲       | یوفا       | جزایر فارو             | ۱۱۰۳/۴۳  |
| ۱۳۴  | ۸       | ای‌اف‌سی     | اندونزی                | ۱۱۰۲/۷۰  |
| ۱۳۶  | بی‌تغییر | یوفا       | لتونی                  | ۱۰۹۵/۹۱  |
| ۱۳۷  | ۱       | یوفا       | لیتوانی                | ۱۰۹۵/۲۳  |
| ۱۳۸  | ۶       | ای‌اف‌سی     | مالزی                  | ۱۰۹۴/۵۴  |
| ۱۳۹  | ۲       | ای‌اف‌سی     | کویت                   | ۱۰۸۵/۴۶  |
| ۱۴۰  | بی‌تغییر | سی‌ای‌اف     | بوروندی                | ۱۰۸۱/۶۳  |
| ۱۴۱  | ۲       | ای‌اف‌سی     | فیلیپین                | ۱۰۷۵/۱۴  |
| ۱۴۲  | بی‌تغییر | کونکاکاف   | آنتیگوآ و باربودا      | ۱۰۷۲/۶۶  |
| ۱۴۳  | ۲       | ای‌اف‌سی     | ترکمنستان              | ۱۰۷۲/۵۲  |
| ۱۴۴  | بی‌تغییر | کونکاکاف   | سورینام                | ۱۰۷۱/۸۵  |
| ۱۴۵  | بی‌تغییر | سی‌ای‌اف     | اتیوپی                 | ۱۰۶۸/۴۸  |
| ۱۴۶  | بی‌تغییر | سی‌ای‌اف     | بوتسوانا               | ۱۰۶۵/۰۷  |
| ۱۴۷  | بی‌تغییر | سی‌ای‌اف     | سنت کیتس و نویس        | ۱۰۵۶/۶۱  |
| ۱۴۸  | ۱       | سی‌ای‌اف     | اسواتینی               | ۱۰۴۸/۸۹  |
| ۱۴۹  | ۱       | سی‌ای‌اف     | لسوتو                  | ۱۰۴۷/۵۸  |
| ۱۵۰  | بی‌تغییر | کونکاکاف   | دومینیکن               | ۱۰۴۲/۸۶  |
| ۱۵۱  | ۷       | ای‌اف‌سی     | افغانستان              | ۱۰۳۶/۹۲  |
| ۱۵۲  | بی‌تغییر | سی‌ای‌اف     | لیبریا                 | ۱۰۲۹/۵۸  |
| ۱۵۳  | ۲       | یوفا       | مولداوی                | ۱۰۲۸/۵۸  |
| ۱۵۴  | ۳       | کونکاکاف   | گویان                  | ۱۰۲۰/۳۱  |
| ۱۵۵  | ۱       | ای‌اف‌سی     | سنگاپور                | ۱۰۱۹/۰۶  |
| ۱۵۶  | ۵       | ای‌اف‌سی     | یمن                    | ۱۰۱۷/۰۵  |
| ۱۵۷  | ۳       | ای‌اف‌سی     | هنگ کنگ                | ۱۰۱۲/۸۳  |
| ۱۵۸  | ۱       | اٌاف‌سی      | کالدونیای جدید         | ۱۰۰۸/۹۲  |
| ۱۵۹  | ۶       | ای‌اف‌سی     | چین تایپه              | ۱۰۰۷/۳۰  |
| ۱۶۰  | بی‌تغییر | کونکاکاف   | پورتوریکو              | ۱۰۰۶/۳۵  |
| ۱۶۱  | بی‌تغییر | ای‌اف‌سی     | مالدیو                 | ۱۰۰۳/۴۸  |
| ۱۶۲  | ۱       | اٌاف‌سی      | تاهیتی                 | ۹۹۹/۴۸   |
| ۱۶۳  | ۱       | ای‌اف‌سی     | برمه                   | ۹۹۹/۴۶   |
| ۱۶۴  | بی‌تغییر | یوفا       | آندورا                 | ۹۹۸/۷۵   |
| ۱۶۵  | ۲       | کونکاکاف   | سنت لوسیا              | ۹۸۸/۶۷   |
| ۱۶۶  | ۱       | اٌاف‌سی      | پاپوآ گینه نو          | ۹۸۵/۳۲   |
| ۱۶۷  | ۱       | سی‌ای‌اف     | سودان جنوبی            | ۹۸۴/۶۵   |
| ۱۶۸  | بی‌تغییر | اٌاف‌سی      | فیجی                   | ۹۸۳/۸۱   |
| ۱۶۹  | بی‌تغییر | کونکاکاف   | کوبا                   | ۹۸۰/۶۵   |
| ۱۷۰  | ۱       | کونکاکاف   | برمودا                 | ۹۷۴/۳۰   |
| ۱۷۱  | ۱       | یوفا       | مالت                   | ۹۷۳/۱۴   |
| ۱۷۲  | ۲       | اٌاف‌سی      | وانواتو                | ۹۷۲/۱۴   |
| ۱۷۳  | بی‌تغییر | کونکاکاف   | سنت وینسنت و گرنادین‌ها | ۹۵۳/۴۷   |
| ۱۷۴  | بی‌تغییر | کونکاکاف   | گرنادا                 | ۹۵۰/۹۹   |
| ۱۷۵  | ۱       | کونکاکاف   | مونتسرات               | ۹۴۶/۰۸   |
| ۱۷۶  | ۵       | سی‌ای‌اف     | چاد                    | ۹۴۵/۹۲   |
| ۱۷۷  | ۱       | کونکاکاف   | باربادوس               | ۹۴۳/۸۰   |
| ۱۷۸  | ۳       | ای‌اف‌سی     | نپال                   | ۹۳۷/۸۴   |
| ۱۷۹  | بی‌تغییر | ای‌اف‌سی     | کامبوج                 | ۹۲۵/۴۰   |
| ۱۸۰  | بی‌تغییر | کونکاکاف   | دومینیکا               | ۹۲۲/۲۵   |
| ۱۸۱  | ۵       | اٌاف‌سی      | ساموآ                  | ۹۲۰/۵۴   |
| ۱۸۲  | بی‌تغییر | کونکاکاف   | بلیز                   | ۹۱۹/۵۲   |
| ۱۸۳  | ۶       | سی‌ای‌اف     | موریس                  | ۹۱۹/۴۰   |
| ۱۸۴  | ۱       | ای‌اف‌سی     | بنگلادش                | ۹۰۵/۳۰   |
| ۱۸۵  | ۱       | ای‌اف‌سی     | بوتان                  | ۹۰۴/۱۰   |
| ۱۸۶  | ۱       | ای‌اف‌سی     | ماکائو                 | ۸۹۶/۶۲   |
| ۱۸۷  | ۲       | کونکاکاف   | جزایر کوک              | ۸۹۶/۵۹   |
| ۱۸۸  | ۳       | سی‌ای‌اف     | سائوتومه و پرنسیپ      | ۸۹۳/۵۸   |
| ۱۸۹  | ۱       | اٌاف‌سی      | ساموآی آمریکا          | ۸۹۰/۹۷   |
| ۱۹۰  | ۱       | ای‌اف‌سی     | لائوس                  | ۸۸۹/۶۲   |
| ۱۹۱  | ۱       | ای‌اف‌سی     | مغولستان               | ۸۸۴/۰۴   |
| ۱۹۲  | بی‌تغییر | سی‌ای‌اف     | جیبوتی                 | ۸۷۷/۲۸   |
| ۱۹۳  | بی‌تغییر | کونکاکاف   | آروبا                  | ۸۷۵/۸۲   |
| ۱۹۴  | بی‌تغییر | ای‌اف‌سی     | برونئی                 | ۸۷۲/۶۵   |
| ۱۹۵  | بی‌تغییر | ای‌اف‌سی     | پاکستان                | ۸۴۹/۹۴   |
| ۱۹۶  | ۱       | کونکاکاف   | جزایر کیمن             | ۸۴۷/۸۱   |
| ۱۹۷  | ۲       | سی‌ای‌اف     | سیشل                   | ۸۴۵/۵۳   |
| ۱۹۸  | ۲       | ای‌اف‌سی     | تیمور شرقی             | ۸۴۳/۴۰   |
| ۱۹۹  | ۱       | سی‌ای‌اف     | سومالی                 | ۸۴۲/۶۴   |
| ۲۰۰  | ۲       | کونکاکاف   | باهاما                 | ۸۳۵/۸۱   |
| ۲۰۱  | ۵       | اٌاف‌سی      | تونگا                  | ۸۳۳/۱۲   |
| ۲۰۲  | ۱       | یوفا       | لیختن‌اشتاین            | ۸۳۲/۷۵   |
| ۲۰۳  | ۲       | یوفا       | جبل طارق               | ۸۳۲/۵۰   |
| ۲۰۴  | بی‌تغییر | ای‌اف‌سی     | سری‌لانکا               | ۸۲۹/۴۱   |
| ۲۰۵  | بی‌تغییر | ای‌اف‌سی     | گوآم                   | ۸۲۱/۹۱   |
| ۲۰۶  | بی‌تغییر | کونکاکاف   | جزایر تورکس و کایکوس   | ۸۱۷/۰۳   |
| ۲۰۷  | بی‌تغییر | کونکاکاف   | جزایر ویرجین بریتانیا  | ۸۱۳/۳۱   |
| ۲۰۸  | بی‌تغییر | کونکاکاف   | جزایر ویرجین آمریکا    | ۷۹۷/۲۹   |
| ۲۰۹  | بی‌تغییر | کونکاکاف   | آنگویلا                | ۷۹۳/۴۸   |
| ۲۱۰  | بی‌تغییر | یوفا       | سان مارینو             | ۷۴۲/۰۵   |
| -    | -       | سی‌ای‌اف     | اریتره                 | -        |

## صدرنشینان
وقتی سیستم رده‌بندی معرفی شد، آلمان پس از دورهٔ طولانی سلطه خود که در آن به سه فینال جام جهانی قبلی رسیده بودند و یکی از آن‌ها را برده بودند، به عنوان تیم اول رده‌بندی شروع کرد. برزیل در آستانه جام جهانی ۱۹۹۴ پس از هشت برد و تنها یک باخت در نه بازی مقدماتی، در حالی که در این مسیر بیست گل زده و تنها چهار گل خورده بود، صدرنشین شد. سپس ایتالیا به پشتوانهٔ موفقیت خود در مقدماتی جام جهانی، برای مدت کوتاهی صدرنشین شد و پس از آن آلمان دوباره جایگاه اول را به دست آورد.
موفقیت برزیل در مسابقات طولانی مقدماتی جام جهانی، آن‌ها را برای مدت کوتاهی به صدر بازگرداند. آلمان دوباره در جام جهانی ۱۹۹۴ پیشتاز بود، تا این‌که قهرمانی برزیل در آن رقابت‌ها، برتری قابل توجهی را به برزیلی‌ها داد که تقریباً هفت سال پابرجا ماند، تا این‌که تیم قدرتمند فرانسه که هم جام جهانی ۱۹۹۸ و هم جام ملت‌های اروپا ۲۰۰۰ را به دست آورد، از آن‌ها پیشی گرفت.
موفقیت در جام جهانی ۲۰۰۲، برزیل را به جایگاه اول بازگرداند، جایگاهی که تا فوریه ۲۰۰۷ در آن باقی ماند. در این زمان، ایتالیا پس از قهرمانی در جام جهانی ۲۰۰۶ در آلمان، برای اولین بار از سال ۱۹۹۳ به صدر جدول بازگشت. تنها یک ماه بعد، آرژانتین جای آن‌ها را گرفت و برای اولین بار به صدر جدول رسید، اما ایتالیا در ماه آوریل جایگاه خود را پس گرفت. پس از قهرمانی در کوپا آمریکا ۲۰۰۷ در ماه ژوئیه، برزیل به صدر جدول بازگشت، اما در ماه سپتامبر جای خود را به ایتالیا و سپس در ماه اکتبر به آرژانتین داد.
در ژوئیه ۲۰۰۸، اسپانیا برای اولین بار پس از قهرمانی در جام ملت‌های اروپا ۲۰۰۸، صدرنشین شد. برزیل پس از قهرمانی در جام کنفدراسیون‌ها ۲۰۰۹، ششمین دوره حضور خود در صدر جدول رده‌بندی را در ژوئیه ۲۰۰۹ آغاز کرد و اسپانیا پس از پیروزی در تمام مسابقات مقدماتی جام جهانی ۲۰۱۰، در نوامبر ۲۰۰۹ رتبه اول را دوباره به دست آورد.
در آوریل ۲۰۱۰، برزیل به صدر جدول بازگشت. پس از قهرمانی در جام جهانی ۲۰۱۰، اسپانیا دوباره جایگاه برتر را به دست آورد و آن را تا آگوست ۲۰۱۱ حفظ کرد، زمانی که هلند برای اولین بار به مقام اول رسید، اما ماه بعد هلند آن را واگذار کرد.
در ژوئیه ۲۰۱۴، آلمان با قهرمانی در جام جهانی ۲۰۱۴، بار دیگر صدرنشین شد. در ژوئیه ۲۰۱۵، آرژانتین پس از رسیدن به فینال جام جهانی فیفا ۲۰۱۴ و کوپا آمریکا ۲۰۱۵، برای اولین بار از سال ۲۰۰۸ به صدر جدول رسید. در نوامبر ۲۰۱۵، بلژیک پس از صدرنشینی در گروه مقدماتی جام ملت‌های اروپا ۲۰۱۶، برای اولین بار در صدر جدول رده‌بندی فیفا قرار گرفت. بلژیک تا آوریل ۲۰۱۶ صدرنشین جدول بود، تا اینکه آرژانتین به صدر جدول بازگشت. در آوریل ۲۰۱۷، برزیل برای اولین بار از سال ۲۰۱۰ به رتبه اول بازگشت، و آلمان پس از قهرمانی در جام کنفدراسیون‌ها ۲۰۱۷، در ژوئیه ۲۰۱۷ دوباره به رتبه اول بازگشت.
در آگوست ۲۰۱۸، فیفا سیستم رتبه‌بندی خود را با پذیرش سیستم رتبه‌بندی الو به‌روزرسانی کرد و فرانسه، قهرمان جام جهانی ۲۰۱۸، برای اولین بار پس از نزدیک به ۱۶ سال، جایگاه اول را به دست آورد. یک ماه بعد، برای اولین بار، دو تیم به طور مشترک صدرنشین شدند و بلژیک به رتبه‌ای مشابه فرانسه رسید. این موضوع تنها یک ماه دوام آورد، زیرا بلژیک در اکتبر ۲۰۱۸ به تنهایی جایگاه اول را به دست آورد و آن را نزدیک به چهار سال حفظ کرد (فقط برزیل و اسپانیا رکوردهای صدرنشینی مداوم‌تری داشته‌اند).
صدرنشین فعلی آرژانتین، قهرمان جام جهانی ۲۰۲۲، از آوریل ۲۰۲۳ است.

## برنامه رده‌بندی
رده‌بندی‌ها چندین بار در سال منتشر می‌شوند. به‌روزرسانی بعدی برای ۱۸ سپتامبر ۲۰۲۵ برنامه‌ریزی شده است.

## استفاده‌های رده‌بندی‌ها
فیفا از این رده‌بندی‌ها برای رتبه‌بندی پیشرفت و توانایی تیم‌های ملی فوتبال کشورهای عضو خود استفاده می‌کند و ادعا می‌کند که "معیار قابل اعتمادی برای مقایسه تیم‌های ملی" ایجاد کرده‌اند. رده‌بندی‌ها به عنوان بخش از محاسبه یا کل محاسبه سیدبندی مسابقات  استفاده می‌شوند. در مسابقات مقدماتی جام جهانی ۲۰۱۰، از رده‌بندی‌ها برای سیدبندی گروه‌ها در مسابقات انتخابی آمریکای شمالی (با استفاده از رتبه‌بندی ماه مه)، آفریقا (با مجموعه داده‌های ژوئیه) و اروپا، با استفاده از رده‌بندی نوامبر ۲۰۰۷ استفاده شد.
رده‌بندی اکتبر ۲۰۰۹ برای تعیین سیدبندی قرعه‌کشی نهایی جام جهانی ۲۰۱۰ استفاده شد. از رده‌بندی مارس ۲۰۱۱ برای سیدبندی قرعه‌کشی دور دوم مسابقات مقدماتی آفریقا برای المپیک مردان ۲۰۱۲ استفاده شد.
این رده‌بندی‌ها همچنین برای تعیین برندگان دو جایزه سالانه که تیم‌های ملی بر اساس عملکردشان در رده‌بندی دریافت می‌کنند، استفاده می‌شوند.
اتحادیه فوتبال انگلیس از میانگین ۲۴ ماه گذشته رده‌بندی‌ها به عنوان یکی از معیارهای مجوز کار بازیکنان استفاده می‌کند.

## انتشارهای ویژه
برای تعیین سیدبندی تیم‌ها در موارد خاص مانند مسابقات مقدماتی جام جهانی، فیفا گاهی اوقات فهرستی از رده‌بندی‌های ویژه برای یک کنفدراسیون خاص را منتشر می‌کند تا سیدبندی تیم‌ها را تعیین کند. به عنوان مثال، سیدبندی قرعه‌کشی دور سوم مسابقات مقدماتی جام جهانی در آسیا بر اساس انتشار ویژه رده‌بندی  فیفا برای تیم‌های ملی آسیایی در ۱۸ ژوئن ۲۰۲۱ بود.

## جوایز
هر ساله فیفا بر اساس رده‌بندی کشورهای عضو، دو جایزه به آن‌ها اهدا می‌کند. این جوایز عبارتند از:

### تیمِ سال
جایزه تیمِ سال هر ساله به تیم اول رده‌بندی جهانی فیفا در نسخه دسامبر اهدا می‌شود. به جز در سال‌های ۲۰۰۰ و ۲۰۰۱، که روش محاسبه متفاوت، تعیین کرد که این جایزه باید به تیمی با این شرایط اهدا شود: تیم ملی با بالاترین میانگین امتیاز در هفت بازی برتر خود در سال اخیر که در ۳۱ دسامبر به پایان رسیده است.
آرژانتین برای چهارمین بار در تاریخ ۳۱ ساله این رده‌بندی، برنده جایزه شده است. برزیل رکورد بیشترین برد متوالی (هفت برد، از سال ۱۹۹۴ تا ۲۰۰۰) و بیشترین برد کلی (سیزده برد) این جایزه را در اختیار دارد. جدول پایین، سه تیم برتر هر سال را نشان می‌دهد:
| سال  | مقام اول | مقام دوم | مقام سوم |
| ---- | -------- | -------- | -------- |
| ۱۹۹۳ | آلمان    | ایتالیا  | برزیل    |
| ۱۹۹۴ | برزیل    | اسپانیا  | سوئد     |
| ۱۹۹۵ | برزیل    | آلمان    | ایتالیا  |
| ۱۹۹۶ | برزیل    | آلمان    | فرانسه   |
| ۱۹۹۷ | برزیل    | آلمان    | چک       |
| ۱۹۹۸ | برزیل    | فرانسه   | آلمان    |
| ۱۹۹۹ | برزیل    | چک       | فرانسه   |
| ۲۰۰۰ | برزیل    | فرانسه   | آرژانتین |
| ۲۰۰۱ | فرانسه   | آرژانتین | برزیل    |
| ۲۰۰۲ | برزیل    | فرانسه   | اسپانیا  |
| ۲۰۰۳ | برزیل    | فرانسه   | اسپانیا  |
| ۲۰۰۴ | برزیل    | فرانسه   | آرژانتین |
| ۲۰۰۵ | برزیل    | چک       | هلند     |
| ۲۰۰۶ | برزیل    | ایتالیا  | آرژانتین |
| ۲۰۰۷ | آرژانتین | برزیل    | ایتالیا  |
| ۲۰۰۸ | اسپانیا  | آلمان    | هلند     |
| ۲۰۰۹ | اسپانیا  | برزیل    | هلند     |
| ۲۰۱۰ | اسپانیا  | هلند     | آلمان    |
| ۲۰۱۱ | اسپانیا  | هلند     | آلمان    |
| ۲۰۱۲ | اسپانیا  | آلمان    | آرژانتین |
| ۲۰۱۳ | اسپانیا  | آلمان    | آرژانتین |
| ۲۰۱۴ | آلمان    | آرژانتین | کلمبیا   |
| ۲۰۱۵ | بلژیک    | آرژانتین | اسپانیا  |
| ۲۰۱۶ | آرژانتین | برزیل    | آلمان    |
| ۲۰۱۷ | آلمان    | برزیل    | پرتغال   |
| ۲۰۱۸ | بلژیک    | فرانسه   | برزیل    |
| ۲۰۱۹ | بلژیک    | فرانسه   | برزیل    |
| ۲۰۲۰ | بلژیک    | فرانسه   | برزیل    |
| ۲۰۲۱ | بلژیک    | برزیل    | فرانسه   |
| ۲۰۲۲ | برزیل    | آرژانتین | فرانسه   |
| ۲۰۲۳ | آرژانتین | فرانسه   | انگلیس   |
| ۲۰۲۴ | آرژانتین | فرانسه   | اسپانیا  |

#### عملکرد کشورها
| تیم      | مقام اول                                                                           | مقام دوم                                                         | مقام سوم                          |
| -------- | ---------------------------------------------------------------------------------- | ---------------------------------------------------------------- | --------------------------------- |
| برزیل    | ۱۳ (۱۹۹۴، ۱۹۹۵، ۱۹۹۶، ۱۹۹۷، ۱۹۹۸، ۱۹۹۹، ۲۰۰۰، ۲۰۰۲، ۲۰۰۳، ۲۰۰۴، ۲۰۰۵، ۲۰۰۶ و ۲۰۲۲) | ۵ (۲۰۰۷، ۲۰۰۹، ۲۰۱۶، ۲۰۱۷ و ۲۰۲۱)                                | ۵ (۱۹۹۳، ۲۰۰۱، ۲۰۱۸، ۲۰۱۹ و ۲۰۲۰) |
| اسپانیا  | ۶ (۲۰۰۸، ۲۰۰۹، ۲۰۱۰، ۲۰۱۱، ۲۰۱۲ و ۲۰۱۳)                                            | ۱ (۱۹۹۴)                                                         | ۴ (۲۰۰۲، ۲۰۰۳، ۲۰۱۵ و ۲۰۲۴)       |
| بلژیک    | ۵ (۲۰۱۵، ۲۰۱۸، ۲۰۱۹، ۲۰۲۰ و ۲۰۲۱)                                                  | ۰                                                                | ۰                                 |
| آرژانتین | ۴ (۲۰۰۷، ۲۰۱۶، ۲۰۲۳ و ۲۰۲۴)                                                        | ۴ (۲۰۰۱، ۲۰۱۴، ۲۰۱۵ و ۲۰۲۲)                                      | ۵ (۲۰۰۰، ۲۰۰۴، ۲۰۰۶، ۲۰۱۲ و ۲۰۱۳) |
| آلمان    | ۳ (۱۹۹۳، ۲۰۱۴ و ۲۰۱۷)                                                              | ۶ (۱۹۹۵، ۱۹۹۶، ۱۹۹۷، ۲۰۰۸، ۲۰۱۲ و ۲۰۱۳)                          | ۴ (۱۹۹۸، ۲۰۱۰، ۲۰۱۱ و ۲۰۱۶)       |
| فرانسه   | ۱ (۲۰۰۱)                                                                           | ۱۰ (۱۹۹۸، ۲۰۰۰، ۲۰۰۲، ۲۰۰۳، ۲۰۰۴، ۲۰۱۸، ۲۰۱۹، ۲۰۲۰، ۲۰۲۳ و ۲۰۲۴) | ۴ (۱۹۹۶، ۱۹۹۹، ۲۰۲۱ و ۲۰۲۲)       |
| هلند     | ۰                                                                                  | ۲ (۲۰۱۰ و ۲۰۱۱)                                                  | ۳ (۲۰۰۵، ۲۰۰۸ و ۲۰۰۹)             |
| ایتالیا  | ۰                                                                                  | ۲ (۱۹۹۳ و ۲۰۰۶)                                                  | ۲ (۱۹۹۵ و ۲۰۰۷)                   |
| چک       | ۰                                                                                  | ۲ (۱۹۹۹ و ۲۰۰۵)                                                  | ۱ (۱۹۹۷)                          |
| سوئد     | ۰                                                                                  | ۰                                                                | ۱ (۱۹۹۴)                          |
| کلمبیا   | ۰                                                                                  | ۰                                                                | ۱ (۲۰۱۴)                          |
| پرتغال   | ۰                                                                                  | ۰                                                                | ۱ (۲۰۱۷)                          |
| انگلیس   | ۰                                                                                  | ۰                                                                | ۱ (۲۰۲۳)                          |

### بهترین پیشرفت سال
جایزه بهترین پیشرفت سال به تیمی تعلق می‌گیرد که در طول سال بهترین پیشرفت را در رده‌بندی داشته باشد. در رده‌بندی فیفا، این صرفاً تیمی نیست که بهترین پیشرفت در عدد رتبه خود را کسب کرده باشد، بلکه محاسبه‌ای انجام می‌شود تا این واقعیت را در نظر بگیرد که هرچه یک تیم در رتبه‌بندی بالاتر باشد، کسب امتیاز بیشتر به تدریج دشوارتر می‌شود.
محاسبه انجام شده برای سال‌های ۱۹۹۳ تا ۲۰۰۶، دوران قبل از بازنگری اصلی رده‌بندی جهانی فیفا در ژوئیه ۲۰۰۶، عبارت است از تعداد امتیازاتی که تیم در پایان سال دارد ضرب در تعداد امتیازاتی که در طول سال کسب کرده است. تیمی که در این محاسبه بیشترین امتیاز را داشته باشد، جایزه را دریافت می‌کند. جدول زیر سه تیم برتر هر سال را از ۱۹۹۳ تا ۲۰۰۶ نشان می‌دهد.
در سال‌های ۱۹۹۳ تا ۲۰۰۶، جایزه رسمی بهترین پیشرفت سال در مراسم سالانه بهترین بازیکن فیفا به سرمربی آن تیم ملی اهدا می‌شد. به عنوان مثال، سرمربی تیم ملی فوتبال اسلوونی (سرچکو کاتانیتس) این جایزه را در مراسم اهدای جوایز بهترین بازیکن فیفا ۱۹۹۹ دریافت کرد و این جایزه چند روز پس از پایان سال در ۲۴ ژانویه ۲۰۰۰ اعطا شد. این جایزه از سال ۲۰۰۶ به بعد، دیگر بخش رسمی مراسم سالانه اهدای جوایز فیفا، یعنی جوایز بهترین‌های فیفا، نبوده است.
| سال  | مقام اول      | مقام دوم          | مقام سوم  |
| ---- | ------------- | ----------------- | --------- |
| ۱۹۹۳ | کلمبیا        | پرتغال            | مراکش     |
| ۱۹۹۴ | کرواسی        | برزیل             | ازبکستان  |
| ۱۹۹۵ | جامائیکا      | ترینیداد و توباگو | چک        |
| ۱۹۹۶ | آفریقای جنوبی | پاراگوئه          | کانادا    |
| ۱۹۹۷ | یوگسلاوی      | بوسنی و هرزگوین   | ایران     |
| ۱۹۹۸ | کرواسی        | فرانسه            | آرژانتین  |
| ۱۹۹۹ | اسلوونی       | کوبا              | ازبکستان  |
| ۲۰۰۰ | نیجریه        | هندوراس           | کامرون    |
| ۲۰۰۱ | کاستاریکا     | استرالیا          | هندوراس   |
| ۲۰۰۲ | سنگال         | ولز               | برزیل     |
| ۲۰۰۳ | بحرین         | عمان              | ترکمنستان |
| ۲۰۰۴ | چین           | ازبکستان          | ساحل عاج  |
| ۲۰۰۵ | غنا           | اتیوپی            | سوئیس     |
| ۲۰۰۶ | ایتالیا       | آلمان             | فرانسه    |

اگرچه از سال ۲۰۰۶ جایزه‌ای رسمی برای پیشرفت‌های تیم‌های ملی اهدا نشده است، اما فیفا هر ساله فهرستی از بهترین پیشرفت‌ها را منتشر می‌کند. نمونه‌ای از جایزه غیررسمی «بهترین پیشرفت سال» که همچنان ادامه دارد، تقدیری است که فیفا در سال ۲۰۱۲ در یک بیانیه مطبوعاتی رسمی از کلمبیا به عمل آورد.
پس از اجرای بازنگری عمده در محاسبه رده‌بندی فیفا در ژوئیه ۲۰۰۶، روش محاسبه تعیین «بهترین پیشرفت سال» نیز در سال ۲۰۰۷ تغییر کرد و صرفاً به اختلاف بین امتیازات رده‌بندی ابتدای سال و رده‌بندی انتهای سال تبدیل شد. نتایج بهترین پیشرفت سال برای همه سال‌های بعد بر اساس همین روش محاسبه می‌شود.
| سال  | مقام اول                                  | مقام دوم                 | مقام سوم                      | منبع          |
| ---- | ----------------------------------------- | ------------------------ | ----------------------------- | ------------- |
| ۲۰۰۷ | موزامبیک (+۲۴۵ امتیاز)                    | نروژ (+۲۴۰ امتیاز)       | کالدونیای جدید (+۲۲۰ امتیاز)  | [ ۳۹ ] [ ۳۵ ] |
| ۲۰۰۸ | اسپانیا (+۳۱۴ امتیاز)                     | مونته‌نگرو (+۲۴۵ امتیاز)  | روسیه (+۲۴۲ امتیاز)           | [ ۴۰ ]        |
| ۲۰۰۹ | برزیل (+۳۲۲ امتیاز) الجزایر (+۳۲۲ امتیاز) | —                        | اسلوونی (+۲۳۵ امتیاز)         | [ ۴۱ ]        |
| ۲۰۱۰ | هلند (+۴۳۵ امتیاز)                        | مونته‌نگرو (+۳۶۸ امتیاز)  | بوتسوانا (+۳۱۶ امتیاز)        | [ ۴۲ ] [ ۴۳ ] |
| ۲۰۱۱ | ولز (+۳۳۰ امتیاز)                         | سیرالئون (+۳۰۲ امتیاز)   | بوسنی و هرزگوین (+۲۸۷ امتیاز) | [ ۳۱ ]        |
| ۲۰۱۲ | کلمبیا (+۴۵۵ امتیاز)                      | اکوادور (+۳۶۵ امتیاز)    | مالی (+۳۳۷ امتیاز)            | [ ۳۸ ]        |
| ۲۰۱۳ | اوکراین (+۳۱۲ امتیاز)                     | ارمنستان (+۲۵۹ امتیاز)   | آمریکا (+۲۳۷ امتیاز)          | [ ۴۴ ]        |
| ۲۰۱۴ | آلمان (+۴۰۷ امتیاز)                       | اسلواکی (+۳۳۴ امتیاز)    | بلژیک (+۳۱۷ امتیاز)           | [ ۴۵ ]        |
| ۲۰۱۵ | ترکیه (+۳۲۹ امتیاز)                       | مجارستان (+۳۱۳ امتیاز)   | نیکاراگوئه (+۲۹۵ امتیاز)      | [ ۴۶ ]        |
| ۲۰۱۶ | فرانسه (+۴۳۷ امتیاز)                      | پرو (+۳۲۱ امتیاز)        | لهستان (+۳۱۱ امتیاز)          | [ ۴۷ ]        |
| ۲۰۱۷ | دانمارک (+۴۵۶ امتیاز)                     | سوئد (+۳۲۳ امتیاز)       | بولیوی (+۳۱۵ امتیاز)          | [ ۴۸ ]        |
| ۲۰۱۸ | فرانسه (+۱۶۵ امتیاز)                      | اروگوئه (+۱۵۱ امتیاز)    | کوزوو (+۱۳۳ امتیاز)           | [ ۴۹ ]        |
| ۲۰۱۹ | قطر (+۱۳۸ امتیاز)                         | الجزایر (+۱۳۵ امتیاز)    | ژاپن (+۸۹ امتیاز)             | [ ۵۰ ]        |
| ۲۰۲۰ | مجارستان (+۴۴ امتیاز)                     | اکوادور (+۴۱ امتیاز)     | مالت (+۳۲ امتیاز)             | [ ۵۱ ]        |
| ۲۰۲۱ | کانادا (+۱۳۰٫۳۲ امتیاز)                   | ایتالیا (+۱۱۵٫۷۷ امتیاز) | آرژانتین (+۱۰۸٫۵۱ امتیاز)     | [ ۵۲ ]        |
| ۲۰۲۲ | مراکش (+۱۴۲٫۴۲ امتیاز)                    | کرواسی (+۱۰۶٫۸۸ امتیاز)  | آرژانتین (+۸۷٫۸۷ امتیاز)      | [ ۵۳ ]        |
| ۲۰۲۳ | پاناما (+۸۳٫۹۲ امتیاز)                    | مولداوی (+۶۳٫۷۲ امتیاز)  | مالزی (+۵۶٫۲۷ امتیاز)         | [ ۵۴ ]        |
| ۲۰۲۴ | آنگولا (+۱۲۸٫۴۳ امتیاز)                   | اسپانیا (+۱۲۰٫۶۳ امتیاز) | اردن (+۱۰۳٫۲۸ امتیاز)         | [ ۵۵ ]        |